# Operation Nachschon

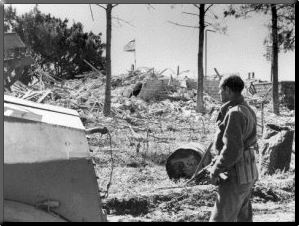
Kampfgebiet Castel

Die Operation Nachschon  (hebräisch מִבְצַע נַחְשֹׁון Mivza Nachschōn) war eine militärische Operation der Hagana im April 1948 im Rahmen des Palästinakrieges. 
Die Hagana (auch: Hagannah) führte die Operation Nachschon während des Bürgerkriegs zwischen jüdischen und arabischen Palästinenser am Ende der britischen Mandatszeit durch, um die Versorgungswege für jüdisch-palästinensische Konvois in das belagerte Jerusalem zu öffnen. Benannt wurde die Operation nach der biblischen Person Nachschon Ben ʿAmminadav, der beim Auszug aus Ägypten als erste den Weg durch das geteilte Rote Meer beschritten haben soll. Im Jiddischen wird „Nachschon“ als Ausdruck bzw. Bezeichnung verwendet für jemanden, der voraus geht und die Initiative ergreift. Die Operation Nachschon war in vielerlei Hinsicht eine Premiere. Es war die erste Aktion der Hagana in Brigadestärke (wenn auch mit 1.500 Mann eine sehr kleine Brigade), alle vorherigen Aktionen waren in Kompaniestärke. Weiterhin war es die erste offensive Operation mit dem Ziel, arabisches Territorium zu erobern und zu kontrollieren, und sich so eine bessere strategische Position zur Verteidigung zu erarbeiten. Bisherige Operationen der Hagana waren defensiv auf die Verteidigung jüdischer Gebiete ausgerichtet. Die Brigade war mit tschechoslowakischen Waffen gerüstet.

## Vorgeschichte
Der Beschluss der UNO vom 29. November 1947, im Mai 1948 das Mandatsgebiet zu teilen, sah die Gründung eines arabischen und eines jüdischen Staates vor, da die gemäß den Mandatsbestimmungen des Völkerbunds von 1922 entstandene jüdische Heimstätte nach Ansicht der UNO in einem binationalen Palästina für die Zukunft nicht gesichert war. Sollte jedoch in Teilen das Palästinas überhaupt ein Staat für Juden gegründet werden – neben einem für nichtjüdische Araber – kündigten zwei Tage nach dem Teilungsbeschluss der Vereinten Nationen die benachbarten Staaten Königreich Ägypten, Königreich Irak, Libanon, Saudi-Arabien, Syrische Republik und Transjordanien – sämtlich Mitglieder der Arabischen Liga – die Invasionen ihrer Streitkräfte an, um die Gründung eines jüdischen Staates militärisch zu unterbinden bzw. rückgängig zu machen. Im Vorlauf dieser angekündigten Invasionen mühten sich die nationalen Bewegungen im Lande – antizionistische überwiegend nichtjüdische einerseits und andererseits zionistische überwiegend jüdische Palästinenser – darum, auch mit Gewalt Positionen und Posten einzunehmen bzw. zu halten, die im bevorstehenden Krieg strategisch wichtig erschienen, was sich zum Bürgerkrieg zwischen arabischen und jüdischen Palästinensern auswuchs. 
Sogleich nach dem Teilungsbeschluss nahmen die antijüdischen arabischen Ausschreitungen an Zahl und Intensität stark zu. Selbst langjährig bestehende jüdische Ortschaften, die vormals in guter Nachbarschaft mit arabischen Dörfern standen, wurden nun Opfer von Anschlägen und Vertreibung. Durch arabische Geländegewinne gingen dem Jischuv Wohnorte verloren, beziehungsweise wurden zu Enklaven, da die wichtigen Hauptverbindungsstraßen größtenteils durch arabisch kontrollierte Gebiete verliefen. Aufgrund der Blockaden konnten jüdische Konvois nur unter großen Anstrengungen und Opfern zu den Ortschaften durchdringen. Ein britischer Bericht an die UN vom 16. Januar 1948 verzeichnet für den Zeitraum vom 30. November 1947 bis 10. Januar 1948 insgesamt 1.974 getötete bzw. verletzte Personen.
In Vollzug des bevorstehenden Endes des britischen Mandats zog britisches Militär- und Amtspersonal sich schrittweise zurück, in den peripheren Teilen Palästinas beginnend. Mit dem Rückzug britischer bewaffneter Organe aus dem Negev und dem Tiefland Philistäas blockierten ab März 1948 arabische Milizen, die keinem zentralen Kommando unterstanden, für jüdische Reisende und ihre Transporte die Wege von und zu vielen vereinzelt gelegenen jüdischen Ortschaften inmitten vorwiegend arabischer Siedlungsräume oder zu sonst entlegenen jüdischen Orten – die Via Maris zum Beispiel war seit 26. des Monats von Yibna an südwärts für Juden blockiert –, weshalb die Hagana zusammengestellte Konvois bewaffnet und mit gepanzerten Fahrzeugen eskortierte, was als Ringen um die Wege (מַאֲבָק עַל הַדְּרָכִים Maʾavaq ʿal haDrachīm) in die Militärgeschichte einging. 
Ein gleiches Schicksal drohte dem jüdischen Teil Jerusalems mit insgesamt etwa 100.000 Einwohnern. Das Jüdische Viertel in der Altstadt war bereits eine Enklave, nachdem die Armee des heiligen Krieges von Mufti Mohammed Amin al-Husseini das Armenische Viertel eingenommen hatte und so alle Verbindungen zwischen dem Jüdischen Viertel und der Neustadt unter arabischer Kontrolle standen. Die Neustadt war im Norden, Osten und Süden von arabischem Gebiet umgeben, und die schmale Verbindung nach Westen wurde zunehmend von marodierenden arabischen Gruppen blockiert. Selbst mit Sandwich-Panzerwagen gesicherte jüdische Konvois erreichten nur mit hohen Verlusten Jerusalem, oft wurden die Konvois vollständig aufgerieben.
Seit November 1947 wurde der Plan Dalet ausgearbeitet, um dem designierten jüdischen Staat nach dem Abzug der britischen Mandatsmacht ein militärisches Überleben zu sichern. Darin wurde die Sicherung des jüdischen Gebiets nach dem Teilungsplan ausgearbeitet sowie der Schutz jüdischer Ortschaften außerhalb der für den jüdischen Staates vorgesehenen Grenzen. Es war jedoch die zumindest vorübergehende Okkupation feindlicher Basen in Grenznähe außerhalb der künftigen Staatsgrenzen vorgesehen, verbunden mit militärischer Säuberung oder – bei anhaltender Feindseligkeit – Zerstörung und Vertreibung. Von palästinensischer Seite wird daher der Plan Dalet als Grundlage für systematische Vertreibung und ethnische Säuberung arabischer Dörfer angesehen.
Die Umsetzung von Plan Dalet war erst für den Zeitpunkt ab dem 15. Mai 1948 vorgesehen, an dem die Briten das Land verlassen hatten. Aufgrund der bedrohlichen Belagerung des jüdischen Jerusalems fasste David Ben Gurion Ende März 1948 den Entschluss, die Operation Nachschon als erste Aktion in den Plan Dalet zu integrieren und den Beginn der Umsetzung von Plan Dalet vorzuziehen. Dazu wurden mehrere Kompanien aus anderen Konfliktzonen abgezogen, was eine Schwächung der dortigen jüdischen Position bedeutete, besonders der isolierten jüdischen Siedlungen in arabischen Gebieten. Ben Gurion ging dieses Wagnis aufgrund der besonderen historischen, religiösen und symbolischen Bedeutung Jerusalems für die jüdische Welt ein. Auch galt es zu verhindern, dass die zahlenmäßig erhebliche jüdische Bevölkerung Jerusalems nicht schon zu Beginn des Krieges unterworfen oder vertrieben würde. Er befürchtete, ein vorzeitiger Verlust von Jerusalem würde sich sehr negativ auf die Kampfmoral der jüdischen Soldaten im erwarteten Krieg um Israels Unabhängigkeit auswirken.

## Zeitlicher Rahmen
Für den Zeitrahmen der Operation Nachschon werden unterschiedliche Daten genannt. Je nach Leseart wird der Beginn auf den 1. April 1948 (dem Tag der Bewaffnung) gelegt, oder auf die ersten Angriffe auf Ramla und Castel in der Nacht vom 2. auf den 3. April. Andere klammern die Vorbereitungen aus und datieren den Beginn der Operation auf den 5. bzw. 6. April, an dem der erste Konvoi durchbrach.
Das Ende wird auf den 8. / 9. April (Sicherung der Straße), den 12. April (Ende der aktiven Kampfhandlungen) oder den 20. April (erneute Blockade der Straße nach Jerusalem) datiert.

## Verlauf
Ende März 1948 entschied David Ben Gurion, den Plan Dalet mit der Operation Nachschon vorzeitig zu beginnen. Als Kommandeur der Operation wurde Schimʿon Avidan eingesetzt, der General der Givʿati-Brigade, deren eigentlicher Auftrag der Schutz jüdischer Ortschaften im Süden war. Da die Bewaffnung der Operation unzureichend war und die Ankunft der Nora mit der Waffenlieferung aus der Tschechoslowakei sich um unbekannte Dauer verzögerte, ordnete Ben Gurion einen Waffentransport auf dem Luftweg an. Mit der Operation Chasida (מבצע חסידה) traf am 1. April ein Skymaster-Transportflugzeug ein, am gleichen Tag erreichte die Nora den Hafen von Tel Aviv.
Eine weitere Gefahr für die Vorbereitung der Operation Nachschon war die Armee des heiligen Krieges von Mufti Mohammed Amin al-Husseini, die im Gebiet von Ramla und Lydda von Hasan Salama befehligt wurde. Um Salama seine Schlagkraft zu nehmen, wurde in der Nacht zum 3. April sein Hauptquartier in Ramla gesprengt. So konnten die weiteren Vorbereitungen in der Küstenebene ungefährdet vorangetrieben werden.
Eine Hagana-Gruppe aus Jerusalem nahm im Judäischen Bergland den Hügel von Castel am östlichen Ende der Gebirgsstraße ein, um das Ende der Jerusalem-Blockade vorzubereiten. In heftigen Kämpfen wurde Castel in den folgenden Tagen wechselnd von Juden und von Arabern erobert, bis es am 9. April durch für die Juden äußerst glückliche Zufälle endgültig vom Palmach eingenommen wurde. In die gleiche Zeit fällt der Überfall dissidierender Gruppen von Irgun und Lechi auf Deir Yassin, was jedoch kein Bestandteil der Operation Nachschon oder Plan Dalet war. Die Auswirkungen des Massakers, besonders der psychische Schock für die arabische Bevölkerung, hatten jedoch einen erheblichen Einfluss auf den weiteren Verlauf des Palästinakriegs.
In Tel Aviv wurde am 5. April die „Brigade Nachschon“ zusammengestellt. Sie bestand aus drei Bataillonen und 1500 Soldaten, die für die Sicherung der Straße nach Jerusalem wie auch zur Verstärkung der jüdischen Truppen in Jerusalem vorgesehen waren. Gleichzeitig wurde ein Konvoi aus privaten Lieferwagen und Lkw sowie kommunalen Fahrzeugen und Egged-Bussen zusammengestellt und mit dringend benötigten Gütern, Lebensmittel, Waffen und Munition für Jerusalem beladen. Die Operation Nachschon selbst begann am 6. April, in der Nacht zum 6. April startete der erste Konvoi mit etwa 65 Fahrzeugen nach Jerusalem, gleichzeitig führte die Brigade Nachschon den militärischen Teil der Operation durch: Da aus einigen der umliegenden arabischen Orte in der Vergangenheit Angriffe auf jüdische Konvois erfolgten, wurden dem Plan Dalet entsprechend die arabischen Orte Hulda, Deir Muhsein, Beit Mahsir und der verlassene britische Stützpunkt Wadi al Sarrar eingenommen. Dagegen wurden arabische Dörfer verschont, die sich nicht an den Angriffen beteiligten und kein judenfeindliches Verhalten zeigten, wie beispielsweise Abu Gosch. Die Einnahme von feindlich eingestellten Orten, die eine Gefahr für die jüdischen Versorgungswege nach Jerusalem darstellten, wurde im Nachgang mit weiteren Operationen fortgeführt. Zuletzt kontrollierten die Juden die arabischen Dörfer Castel, Deir Muhsein, Hulda, Deir Yassin, Saydun, Saris, Kalunia, Beit Naqquba, Beit Mahsir, Kirbat Bayt Far, Deir Ayyub, Wadi Hunayn und Beit Tul.
Die Sicherung der Straße nach Jerusalem und des Tals dauerte bis zum 12. April an, danach hatte die Hagana die Herrschaft über das Gebiet. Damit war die Operation Nachschon militärisch gesehen ein Erfolg. Die Ziele für die Versorgung von Jerusalem hingegen konnten nicht erreicht werden, anstatt der anvisierten 3.000 Tonnen Versorgungsgüter konnten nur 1.800 Tonnen in die Stadt gebracht werden.

## Folgen
Bis zum 20. April 1948 gelang es insgesamt etwa 335 Fahrzeugen in fünf Konvois, die Straße zwischen Tel Aviv und Jerusalem zu passieren und sowohl Versorgungsgüter wie auch Waffen und Munition nach Jerusalem zu bringen. Am 20. April erreichte der letzte Konvoi Jerusalem, unter anderen mit David Ben Gurion und Jitzchak Rabin. Doch der Konvoi wurde aus dem Hinterhalt überfallen, und ein Großteil der Fahrzeuge ging verloren. Unmittelbar danach gelang es den Arabern unter der Leitung von Emil Ghuri, beim Bab el Wad die Straße mit Felsbrocken endgültig unpassierbar zu machen. Ghory war Nachfolger des bei Castel gefallenen Al-Husseini als Anführer der arabischen Truppen. Damit war der arabische Belagerungsring um das jüdische Jerusalem wieder geschlossen, der Verkehr von und nach Jerusalem war für Araber und Briten über die weiter nördlich durch arabisches Gebiet verlaufende Straße über Ramallah weiterhin möglich.
In drei Angriffen versuchten die Juden, das Polizeifort von Latrun einzunehmen und so die Blockade am Bab el Wad wieder zu durchbrechen. Aufgrund fehlender militärischer Ausbildung, mangelnder Erfahrung sowie Kommunikationsschwierigkeiten waren sie der arabischen Besatzung von Latrun unter Leitung der transjordanischen Arabischen Legion unterlegen, und mussten nach großen Verlusten die Angriffe abbrechen. Stattdessen wurde in Rekordzeit eine weiter südlich durch jüdisches Gebiet verlaufende Ausweichstraße um Latrun und Bab el Wad, die Burma Road, gebaut.